# Chimamanda Ngozi Adichie
Chimamanda Ngozi Adichie (Enugu, 15 settembre 1977) è una scrittrice nigeriana.
Nel 2005 ha vinto il Commonwealth Writers' Prize per la categoria "First Best Book" con il libro L'ibisco viola; nel 2009 ha ricevuto in Italia il premio internazionale Nonino per Metà di un sole giallo.

## Biografia

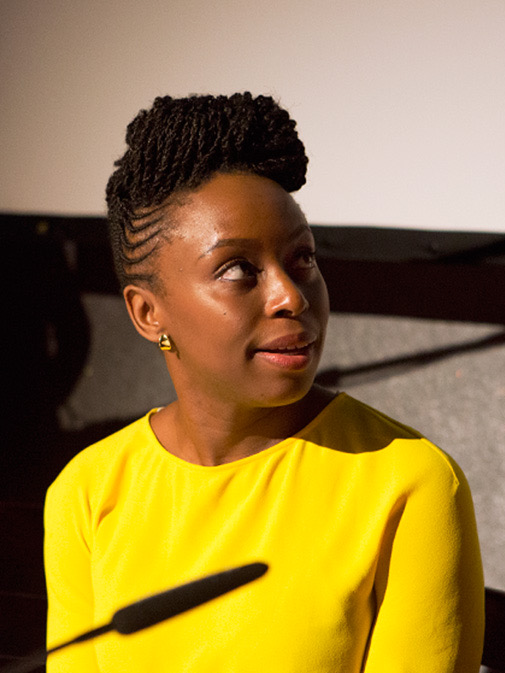
Adichie nel 2014

Adichie è nata il 15 settembre 1977 a Enugu e cresciuta a Nsukka, una piccola cittadina nel sud-est della Nigeria. Quinta di sei figli, appartiene a una famiglia di etnia igbo. Il padre, James Nwoye Adichie, era un professore di statistica all'Università di Nigeria e la madre, Grace Ifeoma, è stata la prima donna a diventare direttrice della stessa università. Per un anno e mezzo, Adichie ha studiato medicina all'University of Nigeria. Lì, ha lavorato come una editrice della rivista universitaria The Compass, una pubblicata dagli studenti di medicina.
A diciannove anni vinse una borsa di studio per studiare il corso di Comunicazione all'Università di Drexel, Filadelfia, dove visse per i due anni successivi. Si trasferì poi in Connecticut per studiare comunicazione e scienze politiche alla Eastern Connecticut State University e scrisse diversi articoli per il giornale universitario, il Campus Lantern. Nel 2001 si laureò a pieni voti e la lode e iniziò un master in scrittura creativa all'Università Johns Hopkins, Baltimora.
Il suo esordio letterario avvenne nel 1997 con la pubblicazione di una raccolta di poesie, Decisions. L'anno dopo scrisse un'opera teatrale, For Love of Biafra, che narrava la vita di una giovane donna Igbo, Adaobi, e della sua famiglia, al tempo della guerra civile nigeriana.
Durante gli ultimi anni di università iniziò a lavorare al suo primo romanzo, Ibisco viola (Purple hibiscus), pubblicato nel 2003. L'opera ottenne un grande successo e importanti riconoscimenti, come l’Orange Prize, assegnato al migliore romanzo pubblicato nel Regno Unito, e il Commonwealth Writers’ Prize. Il libro venne tradotto in italiano nel 2006, e nello stesso anno venne pubblicato in Inghilterra e negli Stati Uniti il suo secondo lavoro, Metà di un sole giallo (Half of a Yellow Sun). Per quest'opera la scrittrice vinse numerosi premi, come l'Orange Prize nel 2007, e nel 2009 ricevette in Italia il premio internazionale Nonino.
Nel 2008 ha vinto il premio MacArthur Fellows Program e ottienuto un master in studi africani all'Università Yale. Nel 2015 la rivista Time l'ha inserita nella lista delle cento persone più influenti al mondo. In più occasioni è stata nominata come "la figlia del ventunesimo secolo di Chinua Achebe.
Adichie vive tra la Nigeria e Baltimora, è sposata con Ivara Esege, medico a Baltimora, e nel 2016 è nata la loro prima figlia. Nel 2017 l'Haverford College e l'Università di Edimburgo le hanno conferito una laurea honoris causa.

## Produzione letteraria
Adichie si appassionò precocemente alla letteratura e in particolare ai libri inglesi per bambini, specie alle opere di Enid Blyton, con le quali entrò in contatto con la cultura letteraria europea. Un importante momento di svolta fu la lettura delle opere del nigeriano Chinua Achebe, come Il crollo, e del guineano Camara Laye, autore di Fanciullo nero. Attraverso questi romanzi Adichie scoprì un nuovo mondo letterario, con personaggi e situazioni vicini alla sua quotidianità.
Per l'ambientazione dei suoi romanzi scelse soprattutto la Nigeria e introdusse riferimenti linguistici e culturali appartenenti all'etnia igbo. Il suo primo romanzo è Ibisco viola, uscito in Italia nel 2006. Ambientato nella Nigeria post-coloniale, l'opera narra in prima persona la storia della giovane Kambili e della sua lotta per affrancarsi dal padre violento, devoto cattolico e attivista politico, e per trovare la sua indipendenza in una società corrotta. La complessità dei personaggi permette all'autrice di spostare l'attenzione del lettore su donne africane forti e coraggiose, evitando lo stereotipo della donna nera laboriosa e vittima della società. La protagonista del romanzo riesce a ribellarsi e ad affrontare una situazione di oppressione e violenza, abbandonando per sempre il silenzio e l'omertà.
Nel 2006 pubblica Metà di un sole giallo, tradotto in italiano nel 2008. La narrazione è svolta da tre personaggi: Ugwu, giunto adolescente nella città di Nsukka, nella Nigeria sud-orientale, per lavorare come domestico alle dipendenze di Odenigbo, un matematico impiegato presso l'università locale; Olanna, che ha lasciato la sua ricca famiglia per vivere con Odenigbo; Richard, un inglese innamorato di Kainene, sorella gemella di Olanna. Le vite dei personaggi si intrecciano con le vicende di uno degli eventi storici più drammatici del paese, la guerra del Biafra, un conflitto poco conosciuto dal grande pubblico e spesso ignorato, di cui la scrittrice serba chiara memoria: entrambi i nonni furono infatti vittime della guerra e lei stessa crebbe nel difficile clima del dopoguerra. Nel tentativo di rendere il romanzo il più veritiero possibile, la scrittrice svolse per quattro anni ricerche e intervistò i sopravvissuti alla guerra, in modo da fare risaltare, più degli eventi politici, gli esseri umani coinvolti e le loro storie.
Nel 2009 Adichie pubblica una raccolta di dodici racconti, The Thing Around Your Neck, uscita in Italia nel 2017 con il titolo Quella cosa intorno al collo. I temi principali sono le diverse relazioni tra genere, razza, spazio e potere, il razzismo e l'immigrazione. Comuni a queste storie sono le protagoniste, tutte donne, anche se appartenenti a diversi ceti e contesti sociali, e per questo ognuna con una storia diversa da raccontare.

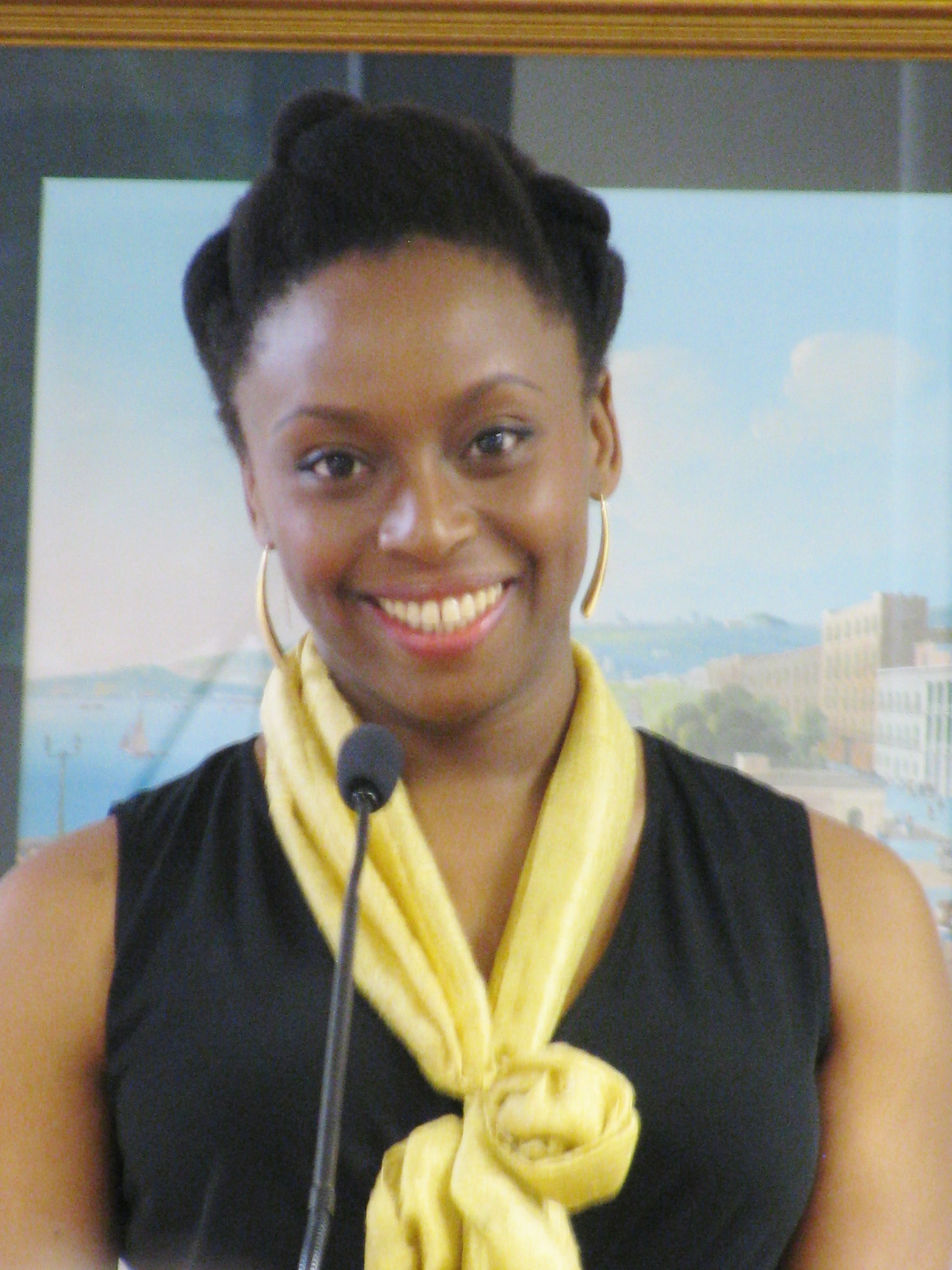
Adichie al Fall for the Book del 2013.

Il suo terzo romanzo, Americanah, viene pubblicato nel 2013. Nominato come uno dei migliori dieci libri da leggere nel 2013 dal quotidiano statunitense The New York Times, l'opera racconta la storia della nigeriana Ifemelu e del suo primo amore Obinze. Ifemelu è una giovane studentessa che lascia la Nigeria, al tempo sotto regime dittatoriale, alla volta degli Stati Uniti, per avere una vita migliore e continuare gli studi. Il romanzo affronta temi come l'amore, l'abbandono, il razzismo, l'afropolitanismo, inteso come incontro di culture e tradizioni africane con altre culture. Viene affrontato anche il problema della perdita d'identità che si consuma nel tentativo di avvicinarsi ad una cultura diversa da quella d'origine, messa spesso a tacere. Proprio a questo fenomeno si riferisce il titolo: la parola Americanah viene usata in Nigeria per riferirsi alle persone che cercano di cambiare la loro identità per assomigliare ai cittadini americani.
Nelle opere di Adichie è presente il concetto di diaspora, che nella narrazione assume due diversi significati: punto d'incontro tra diverse culture, che cambiano in continuazione e interagiscono l'una con l'altra, e abbandono, o tentativo di abbandonare, la propria identità al fine di integrarsi con un'altra cultura, in particolare quella statunitense. Il romanzo avrà una trasposizione cinematografica con protagonista l'attrice premio Oscar Lupita Nyong'o e sarà prodotto da Brad Pitt.
Nel marzo 2017 pubblica Cara Ijeawele: quindici consigli per crescere una bambina femminista (Dear Ijeawele, or a Feminist Manifesto in Fifteen Suggestions), tradotto nello stesso anno da Einaudi.

### Dovremmo essere tutti femministi

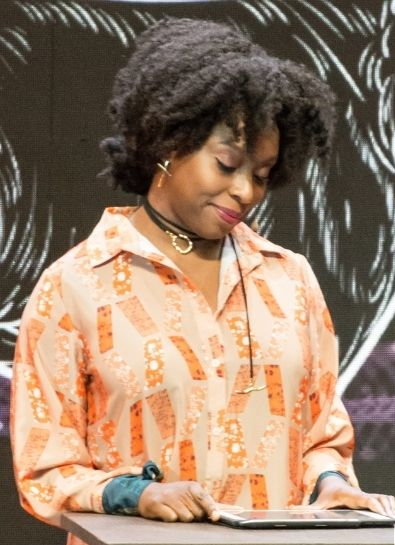
Adichie nel 2020

Nel 2012 Adichie è intervenuta sul tema del femminismo per TEDxEuston, con il discorso Dovremmo essere tutti femministi (We should all be feminists). Secondo Adichie, le donne non dovrebbero dedicare la loro vita esclusivamente agli uomini, ma piuttosto aspirare a raggiungere la propria indipendenza ed essere ambiziose da un punto di vista professionale. Afferma inoltre che il termine femminismo è collegato ai diritti umani, ma con specificità ai problemi di genere e che tutti, donne e uomini, dovrebbero impegnarsi per vivere in un mondo più equo.
Nel 2013 l'intervento ha ottenuto particolare successo, ed è stato utilizzato come parte della canzone Flawless dalla cantante statunitense Beyoncé.
Il video dell'intervento è stato visualizzato da più di sette milioni di persone su YouTube.
Nel 2014 viene pubblicato dalla Harper-Collins Dovremmo essere tutti femministi, saggio basato sull'omonimo discorso tenuto durante la conferenza TEDxEuston. L'anno seguente viene tradotto in italiano e commercializzato dalla casa editrice Einaudi.

## Riconoscimenti
- Dayton Literary Peace Prize del 2010: seconda classificata per la narrativa con The Thing Around Your Neck.

## Opere
- 1997. Decisions, London, Minerva Press
- 1998. For Love of Biafra, Ibadan, Spectrum Books,
- 2003. Purple Hibiscus
  - L'ibisco viola, traduzione di Maria Giuseppina Cavallo: Roma, Fusi Orari, 2006, ISBN 978-88-89674-08-6; Torino, Einaudi, 2012, ISBN 978-88-06-21057-1
- 2005. Ma le farfalle mangiano le ceneri?, traduzione di Monica Pavani, Mantova, Corraini, 2007, ISBN 978-88-7570-121-5
- 2006. Half of a Yellow Sun
  - Metà di un sole giallo, traduzione di Susanna Basso, Torino, Einaudi, 2008, ISBN 978-88-06-17997-7
- 2009. The Thing Around Your Neck
  - Quella cosa intorno al collo, traduzione di Andrea Sirotti, Torino, Einaudi, 2017, ISBN 978-88-06-20100-5
- 2009. TEDTalks : Chimamanda Adichie - The Danger of a Single Story [video]
  - Il pericolo di un'unica storia, traduzione di Andrea Sirotti, Torino, Einaudi, 2020, ISBN 978-88-06-24340-1
- 2013. Americanah
  - Americanah, traduzione di Andrea Sirotti, Torino, Einaudi, 2014, ISBN 978-88-06-20101-2
- 2014. We Should All Be Feminists
  - Dovremmo essere tutti femministi, traduzione di Francesca Spinelli, Torino, Einaudi, 2015, ISBN 978-88-06-22708-1
- 2017. The Arrangements: A Work of Fiction, Glasgow, Fourth Estate
- 2017. Dear Ijeawele, or A Feminist Manifesto in Fifteen Suggestions, Harper Collins
  - Cara Ijeawele: quindici consigli per crescere una bambina femminista, traduzione di Andrea Sirotti, Torino, Einaudi, 2017, ISBN 978-88-06-23493-5
- 2021. Notes on grief
  - Appunti sul dolore, traduzione di Susanna Basso, Torino, Einaudi, ISBN 978-88-06-25074-4